# Бригаде Посебних јединица милиције Српске Крајине
Бригаде Посебних јединица милиције Српске Крајине (скраћено Милиција Крајине) биле су паравојне формације у Српској Крајини, која су се састојале од осам бригада, чији је задатак био да контролишу линију фронта и позадину након демобилизације Територијалне одбране Српске Крајине (ТО). Постојале су од прољећа до јесени 1992. године. Након војне реформе, распуштене су, а лични састав је пребачен у јединице Српске војске Крајине.

## Опис
Хрватска и Југословенска народна армија (ЈНА) потписале су Сарајевско примирје 2. јануара 1992. године. Даље рјешавање сукоба требало је да се одвија на основу плана специјалног представника Генералног секретара УН Сајруса Венса за мировну мисију у Југославији. Једна од тачака Венсовог плана била је демобилизација ТО и повлачење јединица ЈНА са њене територије.
Начелник Генералштаба ЈНА генерал-пуковник Благоје Аџић је издао 28. априла 1992. наређење којим се покреће реформа ТО, демобилизација њених јединица и стварање осам бригада Посебних јединица милиције (ПЈМ). Задатак нових јединица био је да штите линију фронта и врше контролу граница. У ствари, југословенска команда је заобишла одредбе Венсовог плана, који је забрањивао присуство војних јединица у Српској Крајини, али је дозвољавао постојање милицијских формација са лаким наоружањем. Према плану југословенског Генералштаба, бригаде ПЈМ требале су покривати Српску Крајину у случају напада Хрватске војске.
Формирање бригада ПЈМ почело је одмах након пријема наређење генерала Аџића. Према плану, формирање је требало да буде завршено до 30. јуна 1992. године. Упркос Аџићевом наређењу, да се бригаде ПЈМ потчине Министарству одбране Српске Крајине, контрола над њима је пренијета на Министарство унутрашњих послова Српске Крајине. Према Кости Новаковићу, то је учињено да би се избјегао сукоб између министарства. За командовање бригада, у МУП-у је створена Управа ПЈМ. На челу Управе био је генерал-мајор Борислав Ђукић, који је, сходно томе, био командант ПЈМ.
Бригаде су почеле са извршавањем својих задатака у јулу 1992. године. Према организационим и кадровским структурама, бројност сваке јединице требало је да буде око 3000 људи, али је стварности могла бити већа или мања. У низу случајева, због недостатка људства, у јединице су регрутовани борци из демобилисаних јединица ТО или запослени у МУП-у. Састав бригада био је различит. Свака јединица је имала свој штаб, посебни батаљон, неколико батаљона сигурности и пограничних батаљона, разне чете и водове. Непосредна заштита границе била је повјерена пограничним батаљонима. Сваки је имао неколико пограничних чета, које су била подијељене на одреде милиције. Зона контроле сваке бригаде била је подијељена на пограничне секторе.
Људство бригада ПЈМ обучавано је у три центра за обуку: Книн, Слуњ и Ердут.
Бригаде ПЈМ имале су сљедеће редне бројеве и штабове: 75. у Книну, 79. у Кореници, 80. у Војнићу, 83. у Петрињи, 85. у Окучанима, 87. у Вуковару, 90. у Белом Манастиру, 92. у Бенковцу. Сјеверна Далмација и источна Славонија имале су по двије бригаде, док су Лика, Кордун, Баније и западна Славонија имале по једну. Неке од њих су, поред стрељачког наоружања, имале и оклопне транспортере М-60, БРДМ-2 и БОВ. Учешће ових јединица у војним операцијама било је ограничено на окршаје и гранатирање дуж линија контакта. Поред тога, дио особља бригада ПЈМ био је укључен у операцију Коридор 92 у Босни и Херцеговини, гдје је подржавала офанзиву Војске Републике Српске. Конкретно, у операцији од јуна до јула 1992. учествовало је 168 бораца из 85. бригаде ПЈМ и специјалне јединице из Окучана. Из састава 79. бригаде ПЈМ у борбама у Посавини је учествовало 76 људи.
Бригаде ПЈМ су распуштене током војне реформе у Српској Крајини 1992, а њихово особље је пребачено у јединице Српске војске Крајине.

## Бригаде
| Назив       | Командант         | Штаб          | Регион                                   | Реф.   |
| ----------- | ----------------- | ------------- | ---------------------------------------- | ------ |
| 75. бригада | Милорад Радић     | Книн          | сјеверна Далмација                       | [ 9 ]  |
| 79. бригада | Милош Цвјетићанин | Кореница      | Лика                                     | [ 9 ]  |
| 80. бригада | Миле Новаковић    | Војнић        | Кордун                                   | [ 10 ] |
| 83. бригада | Станко Летић      | Петриња       | Банија                                   | [ 9 ]  |
| 85. бригада | Миланко Бабић     | Окучани       | западна Славонија                        | [ 9 ]  |
| 87. бригада | Божидар Кошутић   | Вуковар       | источна Славонија, Барања и западни Срем | [ 9 ]  |
| 90. бригада | Рајко Новаковић   | Бели Манастир | источна Славонија, Барања и западни Срем | [ 9 ]  |
| 92. бригада | Момчило Богуновић | Бенковац      | сјеверна Далмација                       | [ 9 ]  |